# Rudka-Kolonia
Rudka-Kolonia – kolonia w Polsce położona w województwie lubelskim, w powiecie chełmskim, w gminie Ruda-Huta.
W latach 1975–1998 miejscowość administracyjnie należała do województwa chełmskiego. 
Według Narodowego Spisu Powszechnego (III 2011 r.) liczyła 10 mieszkańców i była najmniejszą miejscowością gminy Ruda-Huta.

## Historia
Notowana od 1916 r. – wówczas miejscowość należała do gminy Świerże. Mieszkało wtedy we wsi 35 osób, w tym 5 Żydów. Wcześniej część wsi Rudka.